# Pinka
Pinka és un grup que es va formar l'estiu de l'any 1993 a la població de Xàbia (La Marina Alta). El grup, que canta en valencià, defineix el seu so com a rock fresc, que intenta barrejar la potència i la ràbia amb entranyables i acollidores melodies, i les seues lletres sense missatge polític implícit, però sí social i reivindicatiu.
Els seus components inicials van ser Guillem Bolufer (veu i guitarra rítmica), Joan Bolufer (Guitarra solista), Moisès Cruanyes (baix) i Tòfol Cardona (bateria).
La seua primera maqueta Dolç verí, que incloïa quatre cançons, l'enregistren al desembre de 1995. Cruanyes abandonaria la formació l’any 2004, tot i que encara toca amb ells ocasionalment.
Al maig de 1998, participen en la gravació del CD/Maqueta, recopilatori “Foc a tres”, patrocinat per l'Ajuntament de Xàbia, i on apareixen amb altres dues bandes locals. Un mes després, guanyen el 1er Concurs de Maquetes de la Marina Alta, organitzat per la Cadena SER.
Durant l'any següent publiquen el seu Mini CD/Maqueta, Al darrere del meu núvol d'ambició, editat per La Destil·leria i aquest mateix any guanyen el Circuit Rock del Consell de la Joventut de València.
L'any 2001 enregistren el seu primer àlbum De cap (Música Global) i anys després publicarien dos nous àlbums autoeditats Somnis (2006) i Dia i nit (2009). La banda va deixar de girar en 2011 i es va reunir per celebrar els vint anys del seu primer concert, el 31 de desembre de 2013. En 2023, en preparació pels 30 anys publicaren els seus singles més populars a Spotify, Youtube Music i iTunes.